# LUK Apartamentowiec w Lublinie
 Północna 37 – apartamentowiec w Lublinie funkcjonujący także pod nazwą LUK Apartamentowiec znajdujący się w dzielnicy Czechów Południowy, de iure przy ulicy Północnej 37, de facto stoi frontem do al. Kompozytorów Polskich. Budynek posiada 15 kondygnacji naziemnych i wysokość ok. 55 m.

## Informacje

### Historia
Budowa rozpoczęła się w 2016 roku, a dobiegła końca w IV kwartale 2018 r. Inwestorem jest lubelski deweloper LUK Jacek Wysokiński.

### Budynek
W obiekcie znajduje się 122 lokale mieszkalne o metrażu od 39 do 149 m². Do każdego z mieszkań doprowadzono światłowód. Cały obiekt objęty jest monitoringiem, a recepcja otwarta jest przez całą dobę. Budynek posiada własną minielektrownię fotowoltaiczną o mocy do 10 kW. Znajdują się w nim 2 szybkie (1,6 m/s) windy osobowe, a także winda towarowa. Na zewnątrz dostępna jest stacja do ładowania pojazdów elektrycznych. W części sportowo-rekreacyjnej znajdują się: squash, tenis, siłownia, sauna oraz park dla mieszkańców.

### Otoczenie
Budynek stoi frontem do al. Kompozytorów Polskich, ale dojazd do niego możliwy jest też od ul. Północnej.
W odległości 118 metrów znajduje się Hotel Hampton by Hilton, kilkaset metrów dalej znajduje się też Centrum Czechowska, a także Nord Park. 
Budynek obsługuje komunikacja miejska.